# Pristurus flavipunctatus
Pristurus flavipunctatus — вид геконоподібних ящірок родини Sphaerodactylidae. Мешкає в Східній Африці та на Аравійському півострові.

## Поширення і екологія
Pristurus flavipunctatus мешкають в прибережних районах на південному заході Саудівської Аравії, на заході і південному заході Ємену, на узбережжі Червоного моря в Єгипті (на південь від гори Джебель-Ельба), Судані, Еритреї і Джибуті, а також на Сомалійському півострові, в Сомалі, північно-східній і східній Ефіопії. Вони живуть в сухих акацієвих саванах, трапляються поблизу людських поселень. Відкладають яйця.